# La Hermandad (serie de televisión)
La Hermandad es una serie web mexicana de thriller psicológico producida por Claro video en colaboración con 1:11 Films & TV. Es una idea original de Rosa Clemente, y Raúl Prieto. Está protagonizada y producida por Manolo Cardona. La serie gira en torno a Julio, un hombre que se prepara para enfrentar una venganza contra toda una organización criminal dentro de las fuerzas policiales.
La primera temporada consta de catorce episodios estrenados el 2 de junio de 2016. El 1 de noviembre de 2016, el director Carlos Bolado confirmó que la serie fue renovada para una segunda temporada, que consta de 12 episodios, y que se estrenó el 6 de julio de 2017.

## Trama
Julio Kaczinski (Manolo Cardona), un prestigioso psiquiatra de la Capital, se encuentra destruido por la muerte violenta de su esposa e hija, por lo cual se ha convertido en un alcohólico y mediocre psiquiatra forense de la CPF (comando de policía federal). Por un golpe seco del destino, empieza a tratar a un paciente que es parte de un grupo secreto de policías llamado «La Hermandad», quienes hacen justicia por su cuenta y fueron los causantes de su tragedia. Con un nuevo motivo para vivir, Julio empezará una carrera contra la muerte, contra sus principios y sus miedos, en busca de hacer justicia por su propia mano, a través del conocimiento profundo de la mente humana que él posee. Así pretende acabar, uno a uno, con quienes destruyeron su vida.

## Reparto
- Manolo Cardona como Julio Kaczinski, es un hombre idealista y perfeccionista. Cuando cree que su esposa e hija son asesinadas, se convierte en un hombre vengativo.
- Paz Vega como Luisa Salinas, es una mujer muy analítica y cuando se traza un objetivo, no descansa hasta conseguirlo. Mantiene un secreto que ayudará a qué Julio llegue al fondo de la Hermandad.
- Stephanie Cayo como Milena, es una prostituta soñadora que por mucho tiempo deseo una realidad diferente, pero que al no poder cambiarla se empeñó en soñar con un mundo ideal.
- Andrés Almeida como Rubén Chávez, es un hombre fuerte e intelectual, inspector jefe de la división de rescate y negociación de la policía.
- Rodrigo Oviedo como Daniel Acosta, oficial de operaciones de la policía. Violento e irracional. Daniel sufre de momentos casi interminables de una angustia innecesaria que lo hacen reaccionar de manera exagerada.
- Rodrigo Murray como Florencio, abogado y mano derecha de Ezequiel.
- José Sefami como Manuel Navarro, es un hombre desconfiado y sospecha de todos para no correr el riesgo de ser traicionado.
- Claudette Maillé como Ludmila Carrillo, tendrá que enfrentar al hombre que ama con tal de apoyar a Luisa en todo su plan.
- Ari Brickman como Iván, escritor y periodista, exesposo de Luisa y padre de Valentina.
- Enoc Leaño como Ezequiel, político de alto nivel con cargo de senador y mentor de Luisa.
- Tomás Rojas como Mario, después de la muerte de Sara y haberse quedado cuadripléjico, se convirtió en un hombre amargado, que solo busca ver morir al culpable de su desgracia.
- Mauricio Isaac como Azrael Manzilla, persona clave en el mundo de la política del país, de ser el presidente de la Suprema Corte de Justicia de la Nación pasa a ser el Candidato de la República.
- Irineo Álvarez como Juan Jacinto Arias, capitán de la división antidrogas.
- Gerardo Trejo Luna como Francisco, dueño del burdel «El Abadón», el cual frecuenta Julio. Proxeneta de las prostitutas de lugar y socio de Pedro Castro.
- Noé Hernández como Pedro, inspector jefe de la policía. Es un hombre totalmente oscuro e impenetrable, un salvaje consumido por un odio extremo contra el mundo.
- Erik Hayser como Alejandro Romero, mano derecha de Luisa. Se caracteriza por ser un hombre inteligente y de buen corazón. Ayudará a Julio a llevar a cabo su venganza.
- Marcela Mar como Isabela, hermosa y cautivadora mujer entregada a su hija y a su familia.
- Orlando Moguel como Jesús Flores, capitán de la división de Fuerzas de Protección.
- Alejandra Ambrosi como Diana Estrada, hermana menor de Isabella.
- Olga Segura como Sara Frei, excelente psicóloga, amiga y colega de Julio durante muchos años.
- Carlos Corona como Andrés, es el barman del Abadón, discreto vigilante de todo lo que ahí sucede.
- Paulina Dávila como Andrea Chávez, esposa de Rubén, es una mujer hermosa y elegante que sabe ocupar muy bien su sitio. Dedicada a su familia y a ser la esposa y madre ideal.
- Paola Núñez como Natalia Alagón, enfermera apasionada de su profesión. Se enamora de Julio y entrega todo por él.[7]
- Christian Tappan como Gorka, hombre ambicioso que no le importa sobre quién tenga que pasar para lograr su meta. Gorka al conocer a Julio, lo convierte en uno de sus hombres de confianza.

## Episodios

### Resumen de la serie
| Temporada | Temporada | Episodios |                    |
| Temporada | Temporada | Episodios | Emisión original   |
| --------- | --------- | --------- | ------------------ |
|           | 1         | 14        | 2 de junio de 2016 |
|           | 2         | 12        | 6 de julio de 2017 |

### Primera temporada (2016)
| N.º (serie) | N.º (temp.) | Título                    | Primera emisión    |
| --- | ----------- | ------------------------- | ------------------ |
| 1 | 1           | «De cara con la venganza» | 2 de junio de 2016 |
| El prestigioso psiquiatra Julio Kaczinski cae en desgracia después de perder a su familia.                                  |             |                           |                    |
| 2 | 2           | «El primero de todos»     | 2 de junio de 2016 |
| Al formar parte de la CPF, Julio escucha a un policía narrar paso a paso un asesinato que cambiará por completo sus planes. |             |                           |                    |
| 3 | 3           | «La cacería mental»       | 2 de junio de 2016 |
| Rubén comienza a investigar sobre la misteriosa muerte de uno de los oficiales de la CPF.                                   |             |                           |                    |
| 4 | 4           | «Daño colateral»          | 2 de junio de 2016 |
| Un inspector resulta gravemente herido en un atentado en las afueras de la CPF.                                             |             |                           |                    |
| 5 | 5           | «El talón de Aquiles»     | 2 de junio de 2016 |
| Luisa consigue orden de allanamiento para revisar la casa rodante de un sospechoso.                                         |             |                           |                    |
| 6 | 6           | «Quién es quién»          | 2 de junio de 2016 |
| Luisa se ve involucrada en un asesinato, por lo que pide ayuda a Ezequiel.                                                  |             |                           |                    |
| 7 | 7           | «Máscara caída»           | 2 de junio de 2016 |
| Simón investiga el caso Roche mientras Analy descubre a un sospechoso sobre el día que ella fue a la clínica.               |             |                           |                    |
| 8 | 8           | «El suicida»              | 2 de junio de 2016 |
| Asuntos internos recibe una baja sensible que complica la investigación.                                                    |             |                           |                    |
| 9 | 9           | «Punto en contra»         | 2 de junio de 2016 |
| Julio decide continuar con su venganza mientras Luisa se une a Ezequiel para ocuparse del caso de La Hermandad.             |             |                           |                    |
| 10 | 10          | «El suplantador»          | 2 de junio de 2016 |
| Luisa comienza a averiguar información sobre Julio Kaczinski y César Aguilar.                                               |             |                           |                    |
| 11 | 11          | «Desde adentro»           | 2 de junio de 2016 |
| Milena consigue información que cambiará el rumbo de las cosas, mientras Julio y Luisa comienzan a trabajar de la mano.     |             |                           |                    |
| 12 | 12          | «Operación rapiña»        | 2 de junio de 2016 |
| Julio protege a Milena a pesar de perjudicar la investigación, mientras Pedro le pide ayuda a Julio.                        |             |                           |                    |
| 13 | 13          | «El vuelo del águila»     | 2 de junio de 2016 |
| Milena es amenazada por La Hermandad y Pedro le confiesa a Julio la terrible historia de su vida.                           |             |                           |                    |
| 14 | 14          | «El regreso»              | 2 de junio de 2016 |
| Julio está por concluir la primera parte de su venganza.                                                                    |             |                           |                    |

### Segunda temporada (2017)
| N.º (serie) | N.º (temp.) | Título                             | Primera emisión    |
| --- | ----------- | ---------------------------------- | ------------------ |
| 15 | 1           | «Tras el rastro»                   | 6 de julio de 2017 |
| Julio comienza la búsqueda incansable de su hija al mismo tiempo que se involucra cada vez más con La Hermandad.                |             |                                    |                    |
| 16 | 2           | «Sospechas»                        | 6 de julio de 2017 |
| A pesar de la negativa de Guillermo sobre de que Salinas sigue viva, Remigio sigue sospechando de la muerte de la detective.    |             |                                    |                    |
| 17 | 3           | «Deudas del pasado»                | 6 de julio de 2017 |
| Julio se gana la confianza de Christian y Xavier para buscar venganza en contra de Sixto.                                       |             |                                    |                    |
| 18 | 4           | «El siguiente»                     | 6 de julio de 2017 |
| Mercedes denuncia la desaparición de Sixto y es Rolando Pereyra quién pronto se encarga de descubrir el cadáver.                |             |                                    |                    |
| 19 | 5           | «Revelaciones»                     | 6 de julio de 2017 |
| La presión de Rolando hace que Xavier confiese toda la verdad acerca de la muerte de Sixto.                                     |             |                                    |                    |
| 20 | 6           | «Cara a cara con la muerte»        | 6 de julio de 2017 |
| Un descuido de Julio lo pondrá frente a Francisco, Remigio y Nicolás.                                                           |             |                                    |                    |
| 21 | 7           | «Sentencia anticipada»             | 6 de julio de 2017 |
| Luisa tiene que dividirse entre encontrar a Julio y sacar a su hija del país a escondidas de La Hermandad.                      |             |                                    |                    |
| 22 | 8           | «Un alto precio»                   | 6 de julio de 2017 |
| Luisa se entera de que Karla está tras la pista de Julio, por lo que Salinas se ve obligada a presentarse ante su colega.       |             |                                    |                    |
| 23 | 9           | «Cabo suelto»                      | 6 de julio de 2017 |
| Los pasos del doctor Kaczinski están siendo vigilados, pues ahora la CPF ha dado con el cadáver de Rubén Chávez.                |             |                                    |                    |
| 24 | 10          | «Cambio de planes»                 | 6 de julio de 2017 |
| Ludmila se verá en jaque cuando Luisa descubra que le mintió sobre la relación de Ariel con Jesús Flores.                       |             |                                    |                    |
| 25 | 11          | «Desde el corazón de La Hermandad» | 6 de julio de 2017 |
| Julio logra llegar hasta el corazón de La Hermandad, y desde ahí orquesta su plan para que Eduardo acabe finalmente con Manuel. |             |                                    |                    |
| 26 | 12          | «El ángel caído»                   | 6 de julio de 2017 |
| Luisa, Julio y el grupo de asuntos internos estará en jaque pues La Hermandad está a punto de descubrir sus planes.             |             |                                    |                    |